# Mortal Kombat: Legacy Coleção
1. REDIRECIONAMENTO Mortal Kombat: Legacy Kollectio